# Gulfport (Mississipi)
Gulfport és una població dels Estats Units a l'estat de Mississipi. Segons el cens del 2008 tenia 70.055 habitants.

## Demografia
Segons el cens del 2000, Gulfport tenia 71.127 habitants, 26.943 habitatges, i 17.647 famílies. La densitat de població era de 482,6 habitants per km².
Cap de les famílies estaven per davall del llindar de pobresa.

## Poblacions properes
El següent diagrama mostra les poblacions més properes.